# 佩珀伍德格羅夫 (加利福尼亞州)
佩珀伍德格羅夫（英語：Pepperwood Grove）是位於美國加利福尼亞州萊克縣的一個非建制地區。該地的面積和人口皆未知。

## 地理
佩珀伍德格羅夫的座標為39°03′29″N 122°46′53″W / 39.05806°N 122.78139°W，而該地的平均海拔高度為405米（即1329英尺）。